# Kunstskøjteløb under vinter-OL 2022
Kunstskøjteløb under vinter-OL 2022 bliver spillet mellem den 4. og 20. februar 2018 og spilles Capital Indoor Stadium, Beijing. Der blev konkurreret i fem øvelser.

## Medaljeoversigt

### Medaljetabel
| Rank              | Nation                    | Guld | Sølv | Bronze | Total |
| ----------------- | ------------------------- | ---- | ---- | ------ | ----- |
| 1                 | Ruslands Olympiske Komité | 2    | 3    | 1      | 6     |
| 2                 | USA                       | 1    | 1    | 1      | 3     |
| 3                 | Kina*                     | 1    | 0    | 0      | 1     |
| 3                 | Frankrig                  | 1    | 0    | 0      | 1     |
| 5                 | Japan                     | 0    | 1    | 3      | 4     |
| Total (5 nations) | Total (5 nations)         | 5    | 5    | 5      | 15    |

### Medaljevindere
| Event          | Guld | Guld      | Sølv | Sølv   | Bronze | Bronze |
| -------------- | --- | --------- | --- | ------ | --- | ------ |
| Single mænd    | Nathan Chen · USA | 332.60    | Yuma Kagiyama · Japan | 310.05 | Shoma Uno · Japan | 293.00 |
| Single kvinder | Anna Shcherbakova · Ruslands Olympiske Komité | 255.95    | Alexandra Trusova · Ruslands Olympiske Komité | 251.73 | Kaori Sakamoto · Japan | 233.13 |
| Parløb         | Sui Wenjing · and Han Cong (CHN) | 239.88 WR | Evgenia Tarasova · & Vladimir Morozov (ROC) | 239.25 | Anastasia Mishina · & Aleksandr Galliamov (ROC)                                                                                           | 237.71 |
| Isdans         | Gabriella Papadakis · & Guillaume Cizeron (FRA) | 226.98 WR | Victoria Sinitsina · & Nikita Katsalapov (ROC) | 220.51 | Madison Hubbell · & Zachary Donohue (USA)                                                                                                 | 218.02 |
| Holdkokurrence | Ruslands Olympiske Komité · Mark Kondratjuk · Kamila Valijeva · Anastasija Misjina · Aleksandr Galljamov · Victorija Sinitsina · Nikita Katsalapov | 74        | USA · Nathan Chen* · Vincent Zhou** · Karen Chen · Alexa Knierim · Brandon Frazier · Madison Hubbell* · Zachary Donohue* · Madison Chock** · Evan Bates** | 65     | Japan · Shoma Uno* · Yuma Kagiyama** · Wakaba Higuchi* · Kaori Sakamoto** · Riku Miura · Ryuichi Kihara · Misato Komatsubara · Tim Koleto | 63     |

^ Kunstskøjteløbere, der kun konkurrerede i det korte program/dans..

^ Kunstskøjteløbere, der kun konkurrerede i den frie program/dans.